# 26664 Jongwon
26664 Jongwon este un asteroid din centura principală de asteroizi.

## Descriere
26664 Jongwon este un asteroid din centura principală de asteroizi. A fost descoperit pe 20 decembrie 2000 la Socorro, New Mexico, în cadrul proiectului LINEAR. Asteroidul prezintă o orbită caracterizată de o semiaxă mare de 2,59 ua, o excentricitate de 0,12 și o înclinație de 3,4° în raport cu ecliptica.